# Domkerk van Tromsø
De Domkerk van Tromsø (Noors: Tromsø Domkirke) is de lutherse bisschopskerk van het bisdom Nord-Hålogaland in het Noorse Tromsø. Het gebouw is de meest noordelijke kathedraal ter wereld en bezit na de verwijdering van een aantal banken tegenwoordig ruim 600 zitplaatsen. De domkerk is volledig van hout gebouwd en behoort tot de grootste houten kerken van het land. Het kerkgebouw staat in het centrum van Tromsø waar al sinds de 13e eeuw een kerkgebouw heeft gestaan.

## Geschiedenis
De eerste kerk in Tromsø werd gebouwd in 1252 door koning Haakon IV als een koninklijke kapel. Het behoorde toe aan de koning, dus niet de katholieke kerk. Deze kerk vormde de meest noordelijke grens van het christelijke Noorwegen en werd in de middeleeuwen daarom meerdere malen omschreven als "Onze-Lieve-Vrouw bij de heidenen" (Sanctae Mariae juxta Pagano). Veel is er niet bekend over de voormalige kerken op de plaats, maar zeker is dat er in 1711 een nieuwe kerk werd gebouwd. Deze werd in 1803 vervangen. In verband met de bouw van de huidige domkerk werd deze kerk verplaatst naar een andere locatie. Later werd deze eveneens houten kerk nogmaals ontmanteld en op ongeveer 1 kilometer afstand van het stadscentrum hoger op de heuvel herbouwd. Tegenwoordig doet dit kerkgebouw dienst als de parochiekerk van Elverhøy en hier worden nog altijd een aantal kunstwerken uit de oudere middeleeuwse kerken van Tromsø bewaard, waaronder een Madonna uit de 15e eeuw.
Met de bouw van de huidige domkerk werd in 1860 begonnen. Het ontwerp van het neogotische kerkgebouw is van de architect Christian Heinrich Grosch. De kerk werd voltooid in 1861.
Het middeleeuwse kerkhof bij de domkerk bleef tot de eerste helft van de jaren 1800 in gebruik. Sommige oudere graven zijn nog te zien aan de noordzijde van de kerk.
De huidige kathedraal werd op 1 december 1861 ingewijd door bisschop Carl Peter Essendrop. De toren werd in 1862 voltooid en uitgerust met klokken. Het interieur van de kerk kwam niet eerder dan in de jaren 1880 gereed.
Vanaf 1952 heeft de kerk de status van domkerk.

## Interieur

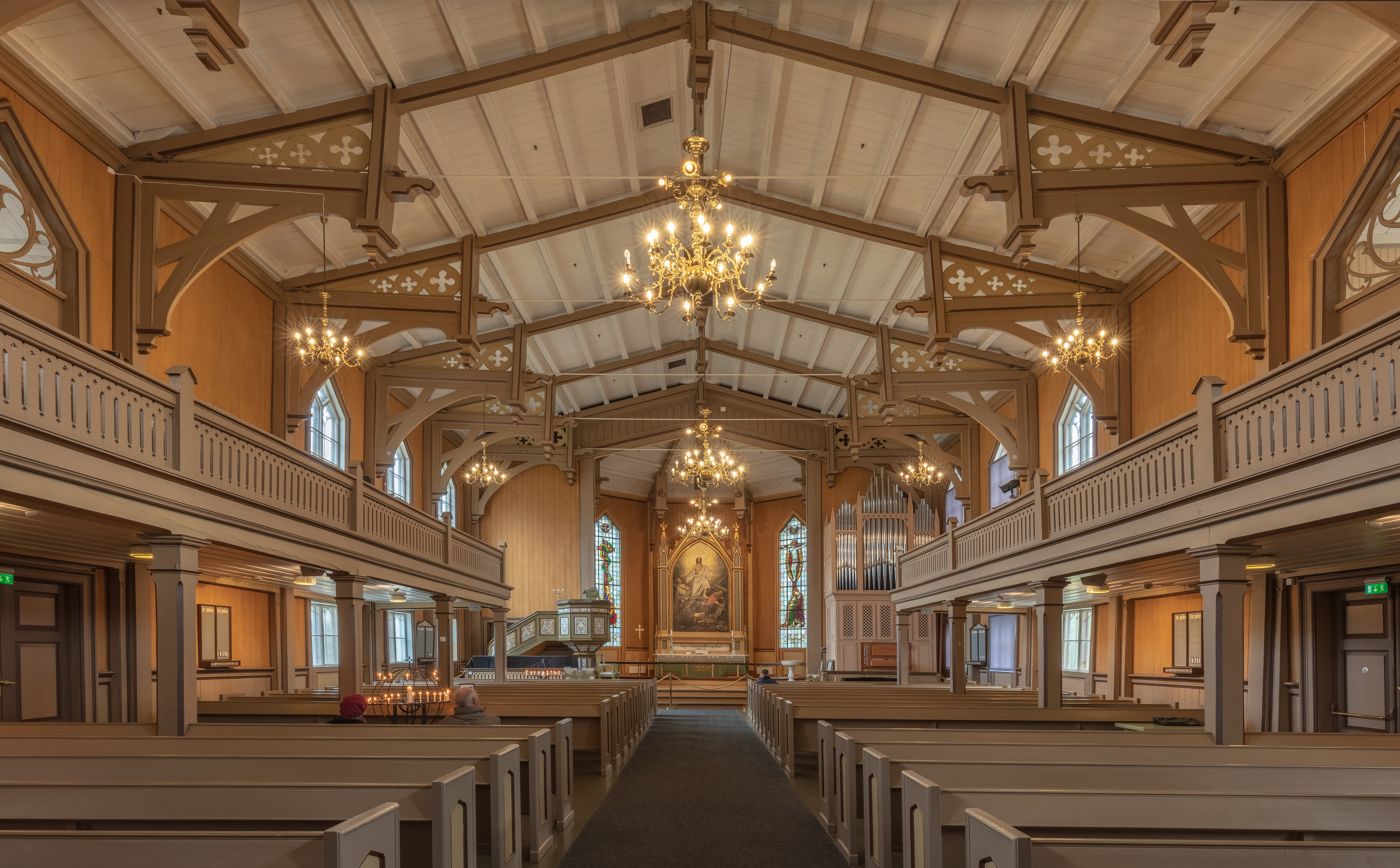
Interieur van de domkerk

Het altaar van de kerk bezit een schilderij van de Verrijzenis van de kunstenaar Adolph Tidemand, het betreft een reproductie van het origineel dat zich in de Bragerneskerk in Drammen bevindt. Onder het schilderij is de tekst Ik ben de opstanding en het leven uit het evangelie van Johannes (11:25) aangebracht. De glas-in-loodramen werden ontworpen door Gustav Vigeland en in 1960 geplaatst.
Het orgel werd door Noorwegens belangrijkste orgelbouwer Claus Jensen gebouwd. Het is een van de grootste orgels van deze orgelbouwer. Oorspronkelijk had het orgel 23 registers. In 1959 werd het orgel uitgebreid, hetgeen niet als een succes wordt ervaren. Men is van plan het orgel in de oorspronkelijke staat terug te brengen en het aan te vullen met een koororgel. De restauratie van het orgel is in maart 2013 begonnen.